# Kenézlő
Kenézlő là một thị trấn thuộc hạt Borsod-Abaúj-Zemplén, Hungary. Thị trấn này có diện tích 22,96 km², dân số năm 2010 là 1260 người, mật độ 55 người/km².